# Andrzej von Bach
Andrzej von Bach – murator, w 1534 roku przyjął prawo miejskie w Krakowie.